# Kenan İmirzalıoğlu
Kenan İmirzalıoğlu (Üçen falu, Bala, Ankara, 1974. június 18.) török modell, színész. Miután első török származású modellként elnyerte a „világ legjobb férfi modellje” címet, televíziós sorozatokban kapott szerepet. Az 1999-es Deli Yürek című sorozat főszereplőjeként vált országosan ismertté, azóta számos sorozat, televíziós film és mozifilm főszerepét játszotta.

## Élete
12 éves koráig szülőfalujában élt, majd nagynénjéhez költözött Ankarába, ahol a tanulmányait folytatta. Két idősebb testvére van, Yasemin és Derviş. A középiskolában kosárlabdázott, az iskola elvégzése után az isztambuli Yıldız Műszaki Egyetem matematika szakára nyert felvételt.
Az egyetemi évei alatt csoporttársai unszolására jelentkezett egy modellügynökségnél, később elnyerte a „Törökország legjobb férfi modellje” címet, majd a „világ legjobb férfi modellje” címet is. A világverseny után több televíziós ajánlatot is kapott, első szerepét a ''Deli Yürek című sorozatban játszotta, mely igen népszerű lett. Ezután a sorozat alapján készült Deli Yürek Bumerang Cehennemi című filmben kapott főszerepet.
A sorozat befejeztével İmirzalıoğlu az Amerikai Egyesült Államokba utazott angol nyelvet tanulni, visszatérte után pedig az Alacakaranlık című sorozat főszerepét vállalta el.

## Szerepei

### Sorozatok
- Deli Yürek (Yusuf Miroğlu) (1999)
- Alacakaranlık (Ferit Çağlayan) (2003)
- Acı Hayat (Mehmet Kosovalı) (2005-2007)
- Ezel (2009-2011, az első, Magyarországon bemutatott török sorozat, az RTL Klub kereskedelmi csatorna sugározta 2011-ben, magyar hang: Viczián Ottó)
- Son Osmanlı - Yandım Ali (2011)
- Karadayı (2012-2015)

### Filmek
- Deli Yürek: Bumerang Cehennemi (Yusuf Miroğlu) (2001)
- Yazı Tura (Hayalet Cevher) (2004)
- Son Osmanlı Yandım Ali (Yandım Ali) (2006)
- Kabadayı (Devran) (2007)
- Ejder Kapanı (Celal felügyelő)  (2009)